# Gyros

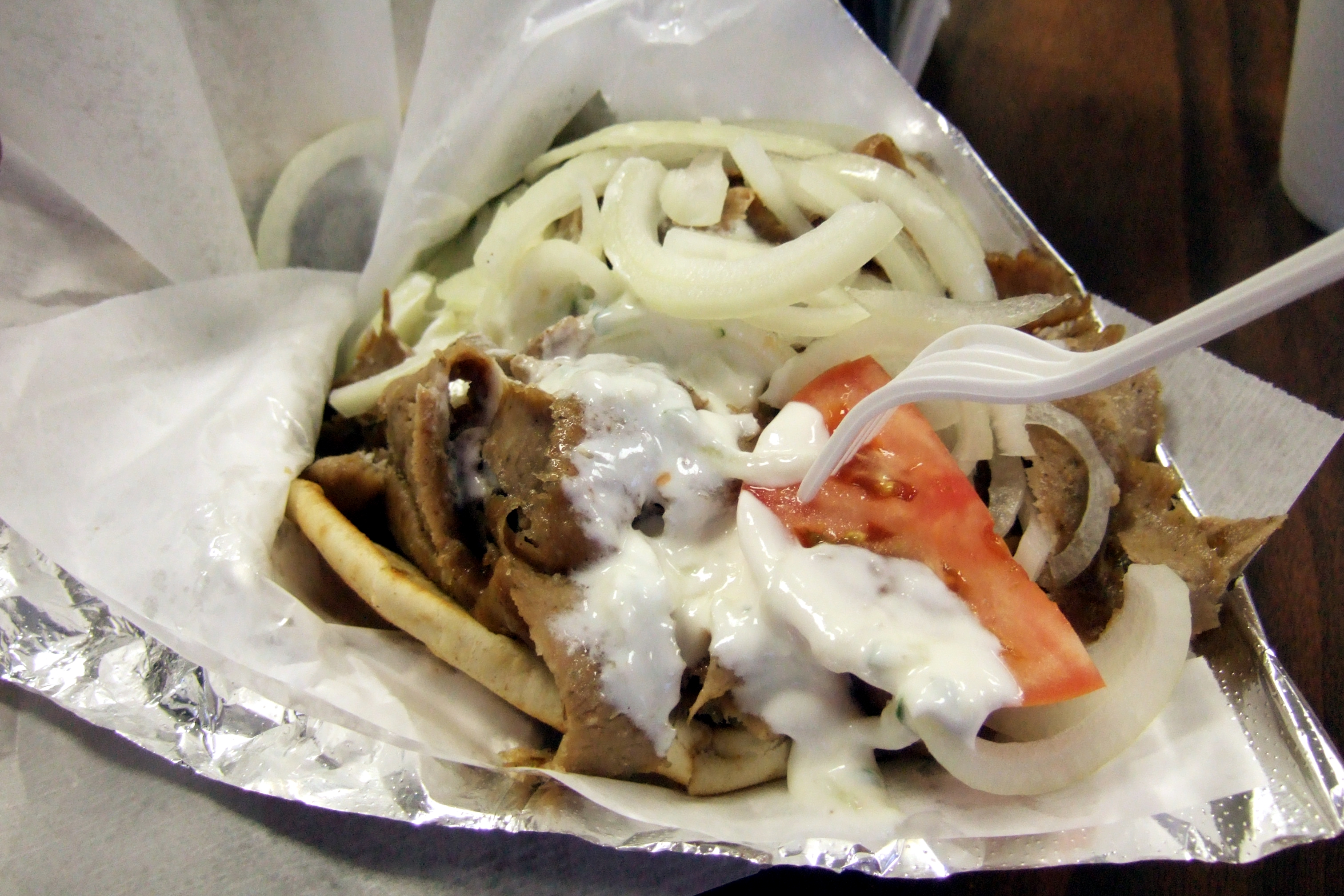
Gyros

Gyros o gyro (griego: γύρος, 'giro') es carne asada en un horno vertical. Por lo general, se sirve en un pan pita, acompañado por verduras, papas fritas y salsas. Los más comunes son tomate, cebolla y la salsa tzatziki.
En Grecia el gyros fue denominado ντονέρ [don'er], procedente del turco döner kebab (asado giratorio). Se diferencia de este en que puede llevar carne de cerdo; γύρος es un calco semántico del nombre turco. El shawarma árabe y los tacos al pastor mexicanos son platos similares.